# Senna ripleyi
Senna ripleyi là một loài thực vật có hoa trong họ Đậu. Loài này được (H.S. Irwin & Barneby ex Isely) H.S. Irwin & Barneby miêu tả khoa học đầu tiên năm 1979.